# Ronde van Frankrijk 2012/Zevende etappe

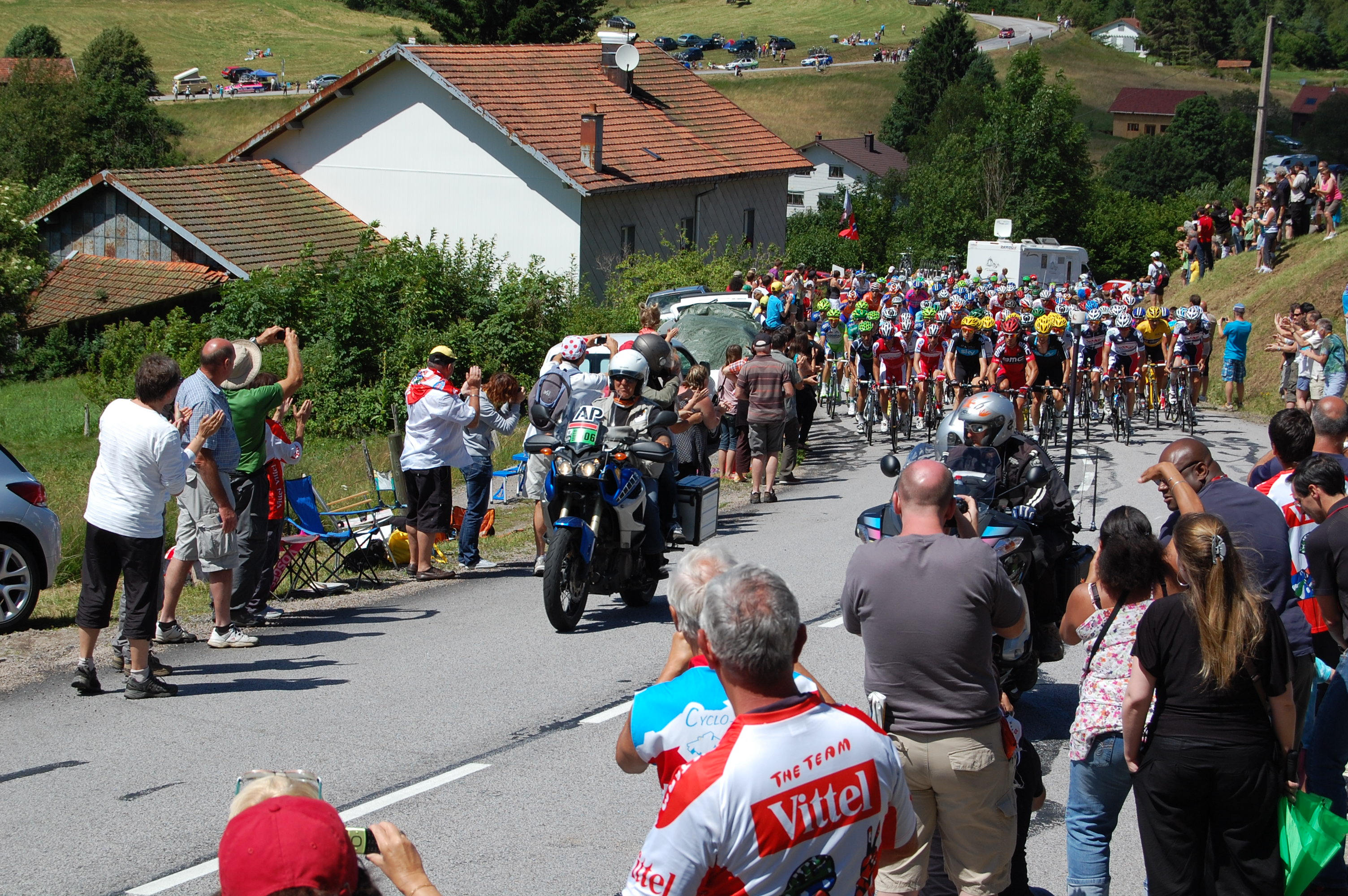
Het peloton aan de voet van de Col de Grosse Pierre.

De zevende etappe van de Ronde van Frankrijk 2012 werd verreden op 7 juli 2012 over een afstand van 199 kilometer van Tomblaine naar La Planche des Belles Filles.

## Parcours
De zevende etappe was de eerste serieuze test voor de klassementsrenners. De rit bevatte drie geklasseerde beklimmingen: twee klimmen van de derde categorie en een van de eerste categorie, de slotklim. Deze laatste, La Planche des Belles Filles is een klim van bijna zes kilometer met een gemiddeld stijgingspercentage van 8,5% met een uitschieter naar 28%.

## Verloop
Om 12:15 begonnen de 182 overgebleven renners aan de eerste bergetappe van de tour. In de beginfase sprongen zeven renners weg en pakten al snel vijf minuten op het peloton. De voorsprong van Luis León Sánchez, Dmitri Fofonov, Cyril Gautier, Michael Albasini, Christophe Riblon Martin Velits en Chris Anker Sørensen was maximaal 6 minuten.
Aan de voet van de laatste klim, La Planche des Belles Filles was hun liedje uit. Vlak voor het begin van de klim sloeg pech toe voor Jurgen Van den Broeck: hij werd even van het parcours geduwd, waardoor zijn ketting afsprong. Het duurde even om dit weer in orde te krijgen. Dankzij een geweldige inspanning en wat hulp van ploegmaats en bevriende collega's kwam hij terug tot in het zicht van het koppeloton, maar moest toen de tol van zijn inspanning betalen. Op eigen tempo zou hij op zo'n twee minuten van de winnaar over de streep komen. Intussen had Sky ProCycling het initiatief genomen. Onder het tempo van Chris Froome en Bradley Wiggins was het peloton stelselmatig uitgedund tot enkel Cadel Evans, Vincenzo Nibali en Rein Taaramäe nog konden volgen. Evans probeerde net voor de eindstreep nog weg te geraken, maar het was Froome die de zege pakte voor Evans. Wiggins werd beloond met de gele trui.

### Tussensprint
| Tussensprint Gérardmer na 103,5 km |                      |        |
| Plaats                             | Naam                 | Punten |
| Winnaar                            | Cyril Gautier        | 20     |
| 2                                  | Dmitri Fofonov       | 17     |
| 3                                  | Luis León Sánchez    | 15     |
| 4                                  | Michael Albasini     | 13     |
| 5                                  | Christophe Riblon    | 11     |
| 6                                  | Martin Velits        | 10     |
| 7                                  | Chris Anker Sørensen | 9      |
| 8                                  | Peter Sagan          | 8      |
| 9                                  | Matthew Goss         | 7      |
| 10                                 | Daryl Impey          | 6      |
| 11                                 | André Greipel        | 5      |
| 12                                 | Jawhen Hoetarovitsj  | 4      |
| 13                                 | Brett Lancaster      | 3      |
| 14                                 | Baden Cooke          | 2      |
| 15                                 | Sandy Casar          | 1      |

### Bergsprint
| Beklimming Col de Grosse Pierre na 112 km | Beklimming Col de Grosse Pierre na 112 km | Beklimming Col de Grosse Pierre na 112 km | 3e cat. 3,1 km à 6,4 % | 3e cat. 3,1 km à 6,4 % |
| Plaats                                    | Naam                                      | Naam                                      | Punten                 |                        |
| Winnaar                                   | Chris Anker Sørensen                      | Chris Anker Sørensen                      | 2                      |                        |
| 2                                         | Luis León Sánchez                         | Luis León Sánchez                         | 1                      |                        |

| Beklimming Col du Mont de Fourche na 150,5 km | Beklimming Col du Mont de Fourche na 150,5 km | Beklimming Col du Mont de Fourche na 150,5 km | 3e cat. 3,1 km à 6,4 % | 3e cat. 3,1 km à 6,4 % |
| Plaats                                        | Naam                                          | Naam                                          | Punten                 |                        |
| Winnaar                                       | Chris Anker Sørensen                          | Chris Anker Sørensen                          | 2                      |                        |
| 2                                             | Luis León Sánchez                             | Luis León Sánchez                             | 1                      |                        |

| Beklimming La Planche des Belles Filles na 199 km | Beklimming La Planche des Belles Filles na 199 km | Beklimming La Planche des Belles Filles na 199 km | 1e cat. 5,9 km à 8,5 % | 1e cat. 5,9 km à 8,5 % |
| Plaats                                            | Naam                                              | Naam                                              | Punten                 |                        |
| Winnaar                                           | Chris Froome                                      | Chris Froome                                      | 20                     |                        |
| 2                                                 | Cadel Evans                                       | Cadel Evans                                       | 16                     |                        |
| 3                                                 | Bradley Wiggins                                   | Bradley Wiggins                                   | 12                     |                        |
| 4                                                 | Vincenzo Nibali                                   | Vincenzo Nibali                                   | 8                      |                        |
| 5                                                 | Rein Taaramäe                                     | Rein Taaramäe                                     | 4                      |                        |
| 6                                                 | Haimar Zubeldia                                   | Haimar Zubeldia                                   | 2                      |                        |

## Uitslagen
| Rituitslag Tomblaine - La Planche des Belles Filles (199 km) |                 |                             |          |
| Plaats                                                       | Naam            | Ploeg                       | Tijd     |
| Winnaar                                                      | Chris Froome    | Sky ProCycling              | 4u58'35" |
| 2                                                            | Cadel Evans     | BMC Racing Team             | + 2"     |
| 3                                                            | Bradley Wiggins | Sky ProCycling              | z.t.     |
| 4                                                            | Vincenzo Nibali | Liquigas-Cannondale         | + 7"     |
| 5                                                            | Rein Taaramäe   | Cofidis, le crédit en ligne | + 19"    |
| 6                                                            | Haimar Zubeldia | RadioShack-Nissan-Trek      | + 44"    |
| 7                                                            | Pierre Rolland  | Europcar                    | + 46"    |
| 8                                                            | Janez Brajkovič | Astana Pro Team             | z.t.     |
| 9                                                            | Denis Mensjov   | Team Katjoesja              | + 50"    |
| 10                                                           | Maxime Monfort  | RadioShack-Nissan-Trek      | + 56"    |
|                                                              |                 |                             |          |
| 29                                                           | Bauke Mollema   | Rabobank                    | + 2'19"  |

| Strijdlustigste renner |                   |          |
|                        | Naam              | Ploeg    |
|                        | Luis León Sánchez | Rabobank |

## Klassementen
| Algemeen Klassement |                 |                             |           |
| Plaats              | Naam            | Ploeg                       | Tijd      |
| Gele trui           | Bradley Wiggins | Sky ProCycling              | 34u21'20" |
| 2                   | Cadel Evans     | BMC Racing Team             | + 10"     |
| 3                   | Vincenzo Nibali | Liquigas-Cannondale         | + 16"     |
| 4                   | Rein Taaramäe   | Cofidis, le crédit en ligne | + 32"     |
| 5                   | Denis Mensjov   | Team Katjoesja              | + 54"     |
| 6                   | Haimar Zubeldia | RadioShack-Nissan-Trek      | + 59"     |
| 7                   | Maxime Monfort  | RadioShack-Nissan-Trek      | + 1'09"   |
| 8                   | Nicolas Roche   | AG2R-La Mondiale            | + 1'22"   |
| 9                   | Chris Froome    | Sky ProCycling              | + 1'32"   |
| 10                  | Michael Rogers  | Sky ProCycling              | + 1'40"   |
|                     |                 |                             |           |
| 30                  | Bauke Mollema   | Rabobank                    | + 4'36"   |

| Ploegenklassement |                             |            |
| Plaats            | Ploeg                       | Tijd       |
|                   | Sky ProCycling              | 103u05'23" |
| 2                 | RadioShack-Nissan-Trek      | + 1'37"    |
| 3                 | Team Katjoesja              | + 5'54"    |
| 4                 | Liquigas-Cannondale         | + 6'16"    |
| 5                 | BMC Racing Team             | + 7'08"    |
| 6                 | Omega Pharma-Quickstep      | + 7'22"    |
| 7                 | Euskaltel-Euskadi           | + 7'57"    |
| 8                 | AG2R-La Mondiale            | + 10'53"   |
| 9                 | Vacansoleil-DCM             | + 11'22"   |
| 10                | Cofidis, le crédit en ligne | + 11'34"   |

## Nevenklassementen
| Puntenklassement |                  |                     |        |
| Plaats           | Naam             | Ploeg               | Punten |
| Groene trui      | Peter Sagan      | Liquigas-Cannondale | 217    |
| 2                | Matthew Goss     | Orica-GreenEdge     | 185    |
| 3                | André Greipel    | Lotto-Belisol       | 172    |
|                  |                  |                     |        |
| 7                | Tom Veelers      | Argos-Shimano       | 76     |
| 19               | Philippe Gilbert | BMC Racing Team     | 22     |

| Bergklassement |                 |                 |        |
| Plaats         | Naam            | Ploeg           | Punten |
| Bolletjestrui  | Chris Froome    | Sky ProCycling  | 20     |
| 2              | Cadel Evans     | BMC Racing Team | 16     |
| 3              | Bradley Wiggins | Sky ProCycling  | 12     |

| Jongerenklassement |                    |                             |           |
| Plaats             | Naam               | Ploeg                       | Tijd      |
| Witte trui         | Rein Taaramäe      | Cofidis, le crédit en ligne | 34u31'52" |
| 2                  | Tejay van Garderen | BMC Racing Team             | + 2'37"   |
| 3                  | Tony Gallopin      | RadioShack-Nissan-Trek      | + 2'41"   |
|                    |                    |                             |           |
| 7                  | Steven Kruijswijk  | Rabobank                    | + 8'19"   |
| 12                 | Kris Boeckmans     | Vacansoleil-DCM             | + 15'47"  |

## Opgave
- Óscar Freire (Team Katjoesja); niet vertrokken na een valpartij in de 6e etappe. Heeft een gebroken rib en ingeklapte long
- Maarten Wynants (Rabobank); niet vertrokken na een valpartij in de 6e etappe. Heeft 2 gebroken ribben en een geperforeerde long
- Imanol Erviti (Team Movistar); niet vertrokken na een valpartij in de 6e etappe
- José Iván Gutiérrez (Team Movistar); niet vertrokken na een valpartij in de 6e etappe
- Amets Txurruka (Euskaltel-Euskadi); niet vertrokken na een valpartij in de 6e etappe
- Hubert Dupont (AG2R-La Mondiale); niet vertrokken na een valpartij in de 6e etappe
- Ryder Hesjedal (Team Garmin-Sharp); niet vertrokken na een valpartij in de 6e etappe
- Robert Hunter (Team Garmin-Sharp); niet vertrokken na een valpartij in de 6e etappe
- Anthony Delaplace (Saur-Sojasun); onderweg afgestapt, verwondingen opgelopen na een valpartij in de 6e etappe